# リロイ・バレル
リロイ・バレル（Leroy Russel Burrell, 1967年2月21日 - ）は100mで世界記録を2度も出したアメリカ合衆国の元陸上競技選手である。バルセロナオリンピックの4×100mリレーの金メダリストで、同種目の元世界記録保持者でもある。妻のミシェル・フィン＝バレルと息子のキャメロン・バレル（CAMERON BURRELL）も陸上競技選手である。息子キャメロンは2017年に100mで9秒93を出し史上初の「親子で100ｍ9秒台」を記録した。

## 略歴
ペンシルベニア州で育ち、彼は子供の頃の目の損傷による低い視力に悩まされ、他のスポーツは上手くなかったが、走ることに関しては幼少の頃から優れていた。
一度目の世界記録は1991年6月14日に出した9秒90で、この記録は約2ヶ月後の世界陸上100m決勝において、カール・ルイスが9秒86を出したことで破られた。なおこの時、自身も9秒88の自己ベスト(当時）をマークし、銀メダルを獲得している。また400mリレーでは金メダルを獲得した。
1992年のバルセロナオリンピックの100mでは5位、400mリレーで金メダルを獲得した。
1994年にアスレティッシマで9秒85を記録し2度目の世界記録を達成した。この記録は1996年アトランタオリンピック100m決勝で、ドノバン・ベイリーが9秒84を出したことで破られた。
1998年の引退後、彼は大学のコーチとなった。

## 記録
- 60m　　6秒48　（1991年2月13日）
- 100m　9秒85　（1994年7月6日）
- 200m　20秒12　（1992年6月27日）
- 走幅跳　8m37　（1989年6月2日）

## タイトル
| 先代 リンフォード・クリスティ | 100mシーズンベスト記録保持者 1994       | 次代 ブルニー・スリン ドノバン・ベイリー リンフォード・クリスティ |
| 先代 レイモンド・スチュワート | 100mシーズンベスト記録保持者 1990       | 次代 カール・ルイス                                               |
| 先代 カール・ルイス           | 100m世界記録保持者 1991/6/14－1991/8/25 | 次代 カール・ルイス                                               |
| 先代 カール・ルイス           | 100m世界記録保持者 1994/7/6－1996/7/27  | 次代 ドノバン・ベイリー                                           |